# Debbie Jacobs
Debbie Jacobs-Rock (* 10. November 1955 in Baltimore, Maryland) ist eine US-amerikanische ehemalige Disco-Sängerin. 

## Karriere
Jacobs begann bereits als kleines Mädchen im Kirchenchor zu singen. Mit 17 startete sie ihre professionelle Gesangskarriere in einem regionalen Jazz-Club. Es vergingen einige Jahre, bis ihr auf einem ganz anderen musikalischen Gebiet erste Erfolge gelangen. Jacobs veröffentlichte Ende der 1970er und Anfang der 1980er auf dem Höhepunkte der Disco-Ära einige Platten. Im März 1980 stand sie mit High on Your Love/Hot Hot (Give It All You Got) auf Platz 1 der amerikanischen Disco-Charts. Ein Anschlusserfolg gelang mit Undercover Lover/Don't You Want My Love, immerhin noch Top-10. Jacobs' von Paul Sabu produzierten Alben für MCA, Undercover Lover (1979) und High on Your Love (1980), erreichten beide die Top 200 der Alben-Charts. Außerdem trat sie in jenen Jahren live im legendären Studio 54 auf. Nach dem Ende der Disco-Ära blieb Jacobs dem Genre treu und veröffentlichte diverse Singles für kleinere Labels wie Sunergy, Personal, Fantasia und Diva. Sie arbeitete außerdem mit Patrick Cowley und Paul Parker zusammen.
Nachdem ihre Musikkarriere langsam verblasste, begann Jacobs mit Kindern und Familien, die von Hiv und Aids betroffen sind, zu arbeiten. Sie gründete die Organisation Baltimore Pediatric HIV Program, Inc., die 2006 in LIGHT Health & Wellness Comprehensive Services, Inc. umbenannt wurde. Hierfür ist sie heute noch tätig.

## Diskografie

### Alben
- 1979: Undercover Lover (MCA)
- 1980: High on Your Love (MCA)